# ウォリス・フツナ

ウォリス・フツナ諸島
Wallis-et-Futuna

ウォリス・フツナ、またはワリス・フテュナ（フランス語: Collectivité des Îles Wallis et Futuna） は、フランスの海外準県（仏: collectivité d'outre-mer; COM）である。火山性熱帯環礁で、南太平洋のハワイからニュージーランドまでの約3分の2の辺り（南緯13°18'、西経176°12'）に位置する。現地には伝統的に首長として3つの地域に各王がいる。

## 略史
約2000年前ごろ、この地域にはポリネシア系民族が住みついていた。また、12〜16世紀ごろには、トンガ王国の支配圏に入っていた。この時期の遺跡と推定される砦跡が残っている。
ウベア島のウベア、フツナ島のシガベ、アロフィ島のアロの3つの王国（首長国）があり、広く交易を行っていた。
最初のヨーロッパ人との接触は17世紀および18世紀である。1616年にオランダのヤコブ・ルメールとウィレム・スホーテンがフツナ島を発見。1767年にはイギリスのサミュエル・ウォリスがウベア島（ウォリス島）を発見した。
最初にこの地に植民地を建設したのはフランス人で、1837年の宣教師到着が端緒である。フランス人によって島民のカトリックへの改宗が進められた。
1842年4月5日、先住民たちの間で反乱が起こり、これに対して他の先住民たちはフランス人に保護を求めた。1887年4月5日、ウベア島の女王は公式にフランス保護領となる条約に調印し、残るシガベとアロの王たちも1888年2月16日に保護領となる条約に調印し、これらの島々はフランスのニューカレドニア植民地の管理下に置かれた。
1917年、3つの王国はフランスに併合され、フランスの植民地ウォリス・フツナとなったが、未だニューカレドニアの管轄下にあった。第二次世界大戦後の1959年、独立した領土となるための住民投票が行われ、1961年にフランスの海外領土（Territoire d'outre-mer; TOM）に昇格し、ニューカレドニアの一部から脱した。2003年に海外準県に移行している。

## 政治
ウォリス・フツナは3つの伝統的な王国に分けられている。ウベア島のウベア（Uvea）、フツナ島西部のシガベ（Sigave）、アロフィ島およびフツナ島東部のアロ（Alo）である。ウベアはさらに3つの地区、ハハケ（Hahake）、ヒヒフォ（Hihifo）、ムア（Mua）に分かれている。首都マタウトゥは最も人口の多いウベア島の東海岸、ハハケ地区に位置する。
ウォリス・フツナはフランス領土として、フランス共和国憲法（第五共和国憲法）の下に統治され、フランスの法体系を用い、参政権は18歳以上の成人に与えられている。フランス大統領の選挙も5年ごとに行われる。元首はフランス大統領であるが、その代行である行政長官（Administrateur supérieur）は、フランス内務省の助言によりフランス大統領が任命する。政府の長である準県議会議長は、準県議会での選挙で選ばれる。
準県議会は3つの王国の王たちと、準県議会の助言で行政長官が任命する3人の議員によって構成される。立法府は、5年毎の選挙で選ばれる20人の議員によって構成されている。ウォリス・フツナは元老院（上院）、国民議会（下院）に1名ずつの代表を送っている。
司法は、マタウトゥの第一審裁判所では一般的にフランス法に基づいて判決が下されるが、3つの王国も刑法犯以外の場合に慣習法によって司法判断を下すことができる。控訴審裁判所はニューカレドニアのヌーメアにある。
通貨はニューカレドニア、フランス領ポリネシアとともにCFPフランを使用している。

## 地理

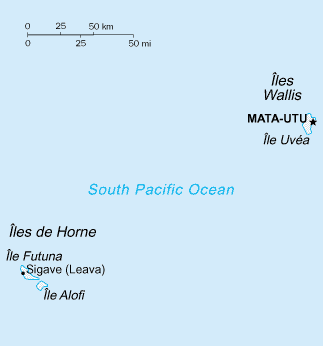

ウォリス諸島とフツナ諸島に分かれる。ウォリス諸島はウォリス・フツナの中心地でもある火山性の島、ウベア島（ウォリス島）と周囲の小さなサンゴ礁からなる。フツナ諸島はフツナ島とアロフィ島からなり、2島とも火山性の島である。フツナ島は地震に見舞われるときがあり、1993年、地震に見舞われた。ウォリス・フツナの最高峰はフツナ島にあるプケ山（760m）である。

## 経済
主産業はココヤシから採れるコプラ、手工芸、海産物であるが、コプラを主とする輸出に比べ、食物や工業製品などの輸入が圧倒的に多い。労働人口の80%はココヤシ・ココナッツ・野菜などの農業、畜産業、漁業に従事し、4%は政府職員である。領域の主な収入はフランス本国の助成金、日本や韓国によるマグロなどの漁業権、関税、ニューカレドニアに出稼ぎした住民の仕送りなどである。

## 住民
ポリネシア系の住民がほとんどである。住民の中には、職を求めてニューカレドニアに移る者もいる。島民の人口は合計で、2003年には1万5000人を超えていたが、2020年には約1万1200人にまで急減している。うち約72%がウベア島に、約28%がフツナ島に住んでおり、アロフィ島にはわずか2人しか住んでいない。
公用語はフランス語で、島民の約80％以上が、オーストロネシア語系の現地のウォリス語（ウベア語）やフツナ語も話す。
宗教は99%をカトリックが占める。
音楽や民族舞踊など豊かな伝統を持つ。トンガで行われている戦いの踊り、カイラオもウベア島から輸出されたものである。